# Cryptodiaporthe aubertii
Cryptodiaporthe aubertii är en svampart som först beskrevs av Westend., och fick sitt nu gällande namn av Lewis Edgar Wehmeyer 1933. Cryptodiaporthe aubertii ingår i släktet Cryptodiaporthe och familjen Gnomoniaceae.  Arten är reproducerande i Sverige. Inga underarter finns listade i Catalogue of Life.